# アカデミック造形研究プロジェクト
アカデミック造形研究プロジェクト（アカデミックぞうけいけんきゅうプロジェクト）とは、国立大学法人・兵庫教育大学内に設立された美術解剖学研究団体。
前芝武史（理事表、兵庫教育大学教授）、アタリサオリ（副理事長、画家）、および海斗（美術解剖学モデル、事務局長）の3名からなる。兵庫教育大学のホームページでは芸術表現系教育コースのぺージの中にこのプロジェクトがリンクされている。

## 概要
彫塑の前芝武史、絵画のアタリサオリ、美術解剖学の海斗の３名が美術解剖学に依拠した美術製作、美術教育をアカデミックなアプローチと位置づけ、抽象表現やデジタル全盛の現代の美術に対し、人類古来のアカデミックな具象表現の見直しを問いかける目的で2021年に発足した。

## 来歴
- 2022年8月 前芝武史・アタリサオリ【二人の美術解剖学展】於:大阪市中央公会堂(国指定重要文化財)。彫塑(前芝武史)と絵画(アタリサオリ)による公開制作実施。

- 2023年1月 美術解剖学ワークショップ 於:大阪市中央公会堂(国指定重要文化財)

- 2023年3月 美術科教育学会にてワークショップ 於:国立大学法人神戸大学
- 2023年5月 美術解剖学展 於・国立大学法人兵庫教育大学

- 2023年5月 前芝武史・アタリサオリによる美術解剖学展公開制作 於・国立大学法人兵庫教育大学

- 2023年7月 美術解剖学会(於・東京藝術大学)第29回回会にて前芝武史およびアタリサオリが一般講演。海斗が大会シンポジストとして発表。

- 2023年8月 前芝武史・アタリサオリによる【第2回・二人の美術解剖学展】於:大阪市中央公会堂(国指定重要文化財)彫塑(前芝武史)と絵画(アタリサオリ)による公開制作実施。

- 2023年8月 【こども美術解剖学】開催  於・アトリエCaima(大阪)

- 2023年8月  米国ニューヨークでの展覧会【A Path for the Future】前芝武史、アタリサオリが参加。